# Brug 1054
Brug 1054 was een bouwkundig kunstwerk in Amsterdam-Zuidoost.

## Brug
Dit was geen brug in de gewone betekenis van het woord. Het zorgde voor verbinding tussen de Bijlmerdreef en de parkeergarage van Gliphoeve; het zag er uit als een soort parkeerplaats. Die Bijlmerdreef bestond hier uit de westelijke tak van Brug 1017. Beide bouwwerken kwamen uit de pen van Dirk Sterenberg van de Dienst der Publieke Werken. De parkeerplaats lag op halfhoog niveau net als de voorbijtrekkende dreef. Het platform diende ook tot parkeergelegenheid boven op Winkelcentrum Ganzenhoef verder onder de Bijlmerdreef.
Begin jaren tachtig werd de bijbehorende flat uitgebreid gerenoveerd. De flat kreeg de naam Geldershoofd. Een zwak punt bleef de in de ogen van de bewoners onveilige parkeergarage. In 1986 viel daarom de parkeergarage Geldershoofd grotendeels ten prooi aan slopershamer en betonscharen. De afbraak kon voor wat bovenste etages verricht worden vanaf brug 1054. Alleen het gedeelte waaronder het winkelcentrum lag bleef vooralsnog ongebruikt staan.
Het definitief eind kwam vanaf halverwege jaren negentig toen een grootscheepse sanering op gang kwam. Hoogbouwflats verdwenen, het oostelijk deel van de Bijlmerdreef werd van halfhoog naar maaiveldniveau verlegd en daardoor kwam een eind aan brug 1054; ook het winkelcentrum en het restant van de parkeergarage ging in dezelfde tijd ten onder.

## Afbeeldingen

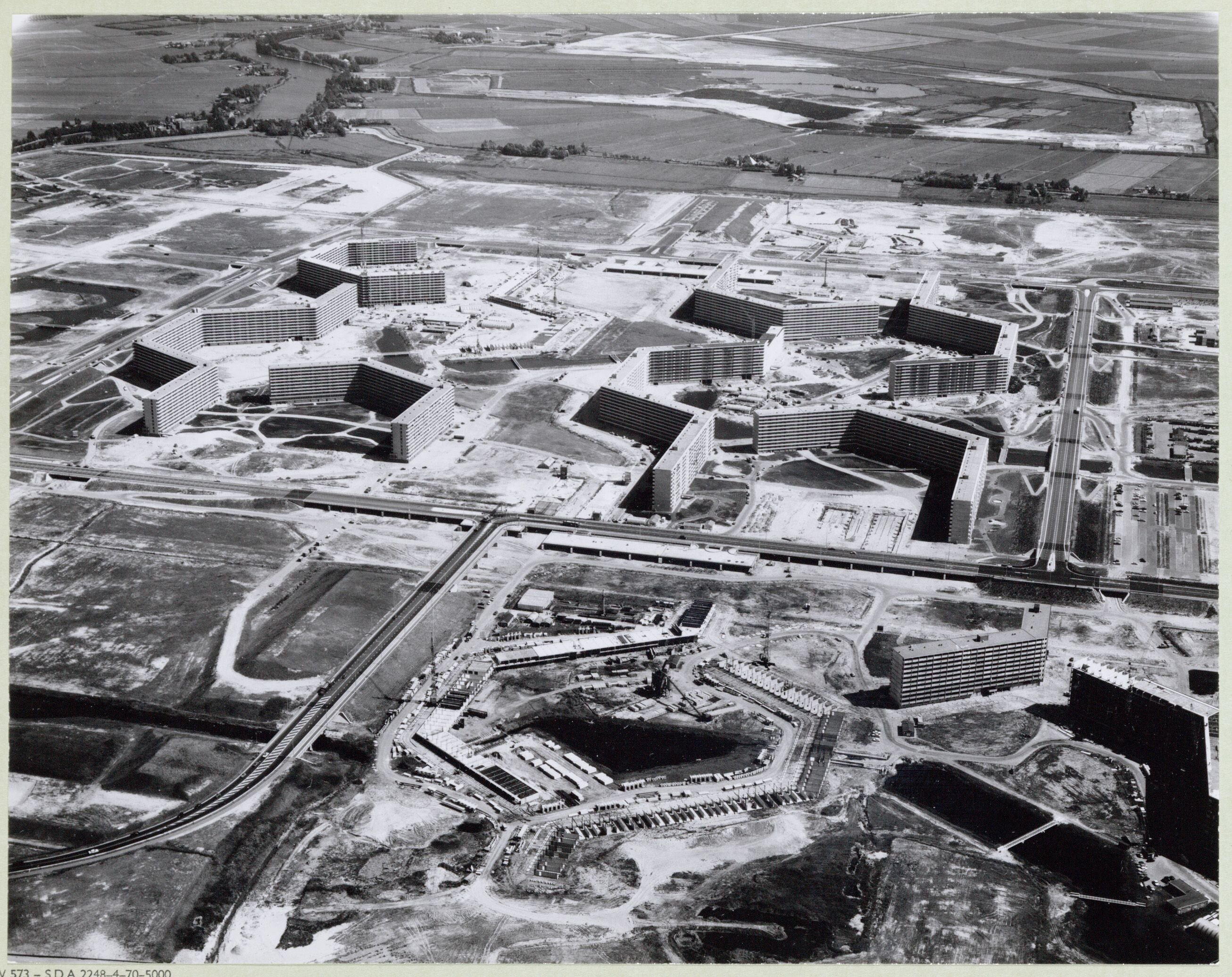
T-vormige brug 1017 rechtsonder Gliphoeve in aanbouw; daarboven platform brug 1054 in de oksel (1970)
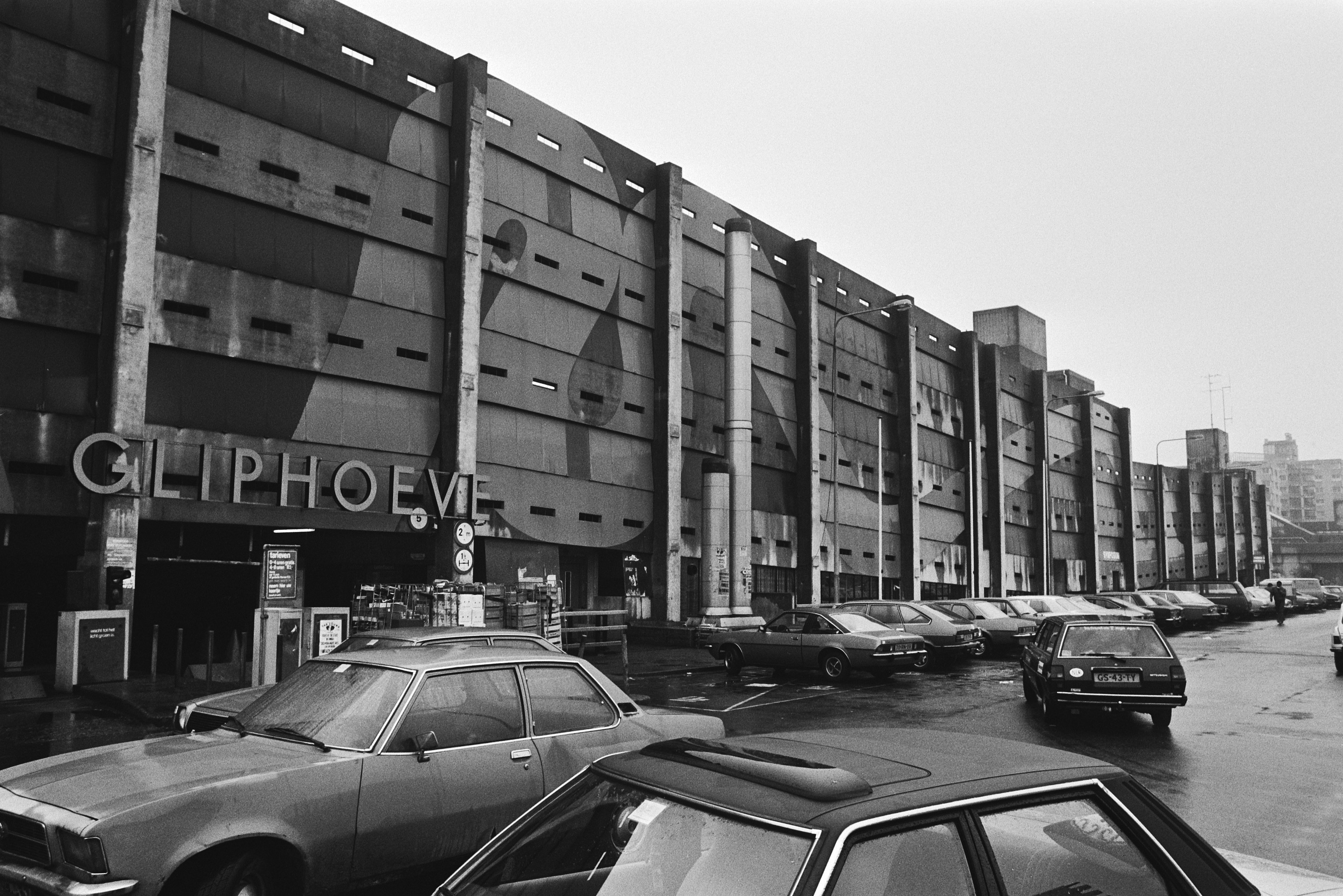
Links parkeergarage, rechts brug 1054 (1983)
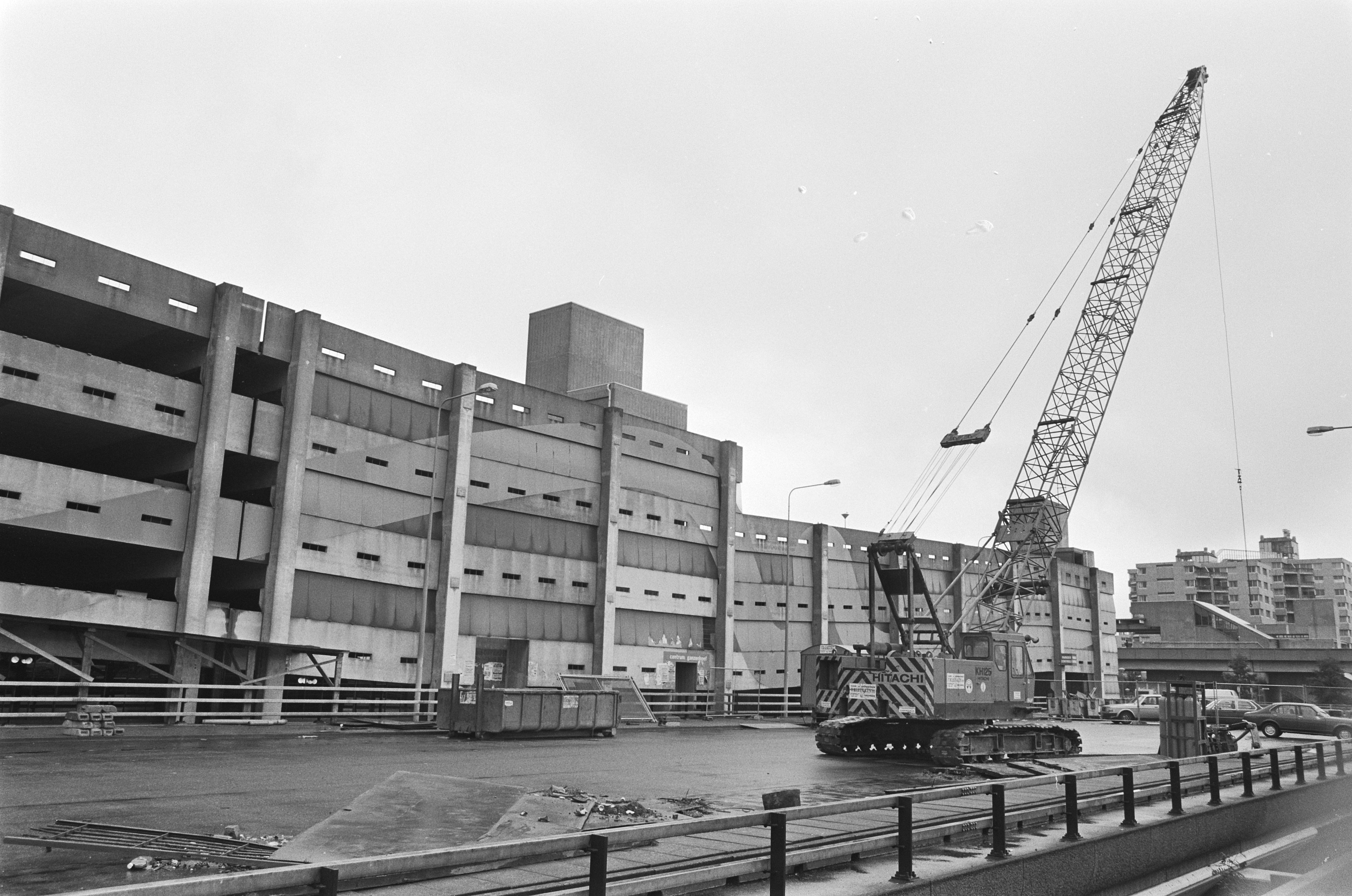
Sloop parkeergarage vanaf 1054 (1986)

<<< · 1000 · 1001 · 1002 · 1003 · 1004 · 1005 · 1006 · 1007 · 1008 · 1009 · 1010 · 1011 · 1012 · 1013 · 1014 · 1018 · 1028 · 1029 · 1030 · 1032 · 1033 · 1034 · 1035 · 1036 · 1037 · 1038 · 1039 · 1040 · 1041 · 1044 · 1045 · 1046 · 1048 · 1049 · 1050 · 1051 · 1062 · 1063 · 1064 · 1065 · 1066 · 1067 · 1076 · 1077 · 1078 · 1083 · 1090 · 1092 · 1093 · 1094 · 1095 · 1096 · 1097 · 1098 · 1099 · >>>
Brugnummers  1015, 1016, 1017, 1019, 1020, 1021, 1022, 1023, 1024, 1025, 1026, 1027, 1031, 1042, 1043, 1047, 1052/1053 (niet gebouwd), 1054, 1055, 1056, 1057, 1058, 1059, 1060, 1061, 1068, 1069-1075, 1079, 1080, 1081, 1082, 1084-1088, 1089 en 1091 (onbekend) zijn niet meer vergeven. De meesten daarvan zijn gesloopt in verband met sanering Zuidoost. Alle bruggen lagen en liggen in Zuidoost behalve bruggen 1000 en 1002.